# Luderbachaue von Dreieich
Das Naturschutzgebiet Luderbachaue von Dreieich (NSG-Kennung 438028) liegt im hessischen Landkreis Offenbach. Es umfasst einen über 290 Hektar großen Waldbestand, der im Stadtgebiet von Dreieich liegt. Das Naturschutzgebiet ist benannt nach dem Luderbach, einem linken Zufluss des Mains, der bei Dreieich entspringt und in Frankfurt am Main als Königsbach mündet.

## Gebietsbeschreibung
Das Naturschutzgebiet Luderbachaue von Dreieich liegt in einem größeren land- und forstwirtschaftlich geprägten Bereich etwa eineinhalb Kilometer nordöstlich der städtischen Bebauung von Dreieich. Im Norden grenzt das Gebiet an die Landesstraße 3117, im Westen an die Bundesautobahn 661 und im Osten an die Bundesstraße 459.

## Schutzzweck
Zweck der NSG-Ausweisung ist der Schutz des Gebietes mit seinen seltenen Pflanzenarten vor Eingriffen. Die Luderbachaue ist eine alte Grünlandaue, welche vor allem aus Rodungen im 14. bis 16. Jahrhundert hervorgegangen ist. Die umliegenden Wälder wurden als Reichs- beziehungsweise Staatsforst, einem südlichen Teil des Wildbanns Dreieich, über mehrere Jahrhunderte hinweg hochwaldartig genutzt und enthielten zahlreiche Altbestände aus Buche und Eiche. Davon sind erhebliche Bestände erhalten geblieben. Besonderheiten sind die verschiedenen naturnahen Waldarten: Eichen-Hainbuchen-Wälder, Erlen-Eschen-Auewälder, Hainsimsen- und Waldmeister-Buchenwälder. Bedeutend sind die alten Baumbestände mit Höhlenbäumen, stehendem und liegendem Totholz. Für das Ökosystem Wald wichtig sind die unterschiedlichen Pilzarten, welche als Baumpartner und Zersetzer die Grundlage für ein reichhaltiges Spektrum an Tier- und Pflanzenarten schaffen.
Das Gebiet ist seit 2000 als FFH-Gebiet Luderbachaue von Dreieich ein Teil des europäischen Natura 2000-Netzwerks.